# 北田宮
北田宮（きたたみや）は、徳島県徳島市の町名。現行行政地名は北田宮一丁目から四丁目まで。郵便番号は〒770-0003。徳島市の調査による2009年12月現在の人口は5,502人、世帯数は2,360世帯。

## 地理
徳島市の北部に位置し、加茂地区に属している。北東は吉野川河川敷に徳島ゴルフ倶楽部吉野川コースがあり、東は新町川が流れ、南は東西に通る徳島県道30号徳島鴨島線（通称：田宮街道）が通る。
吉野川右岸堤防上を徳島県道15号徳島吉野線が通る。東から西に一丁目から四丁目と並ぶ。

### 河川
- 吉野川
- 鮎喰川
- 新町川

## 歴史
元は上助任町・矢三町・春日町・田宮町の各一部で、昭和43年より現在の町名となった。

### 地名の由来
名前の由来は、田の中の宮の意で、宮は現在の天神社とされている（加茂町史）。

## 交通

### 道路
都道府県道
- 徳島県道30号徳島鴨島線
- 徳島県道15号徳島吉野線

### バス
徳島バス
- 田宮運動公園口
- 田宮二丁目（変電所前）
- 田宮三丁目
- 田宮四丁目
- 城北高校前

## 施設

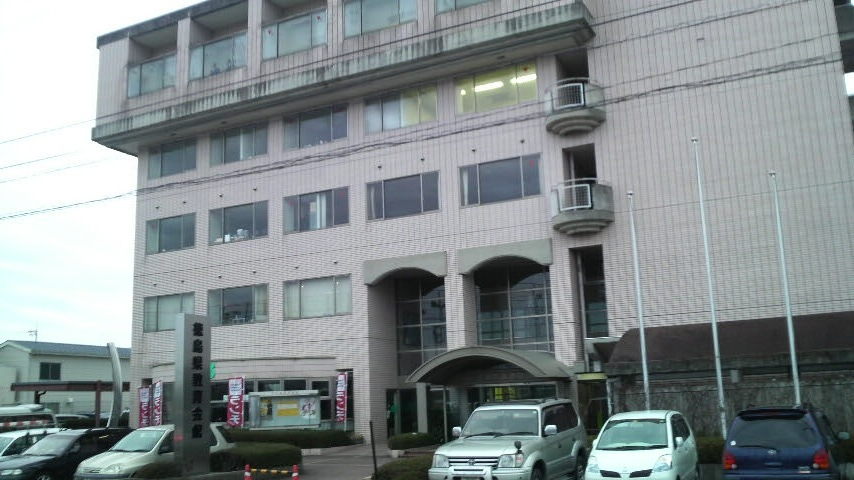
徳島県教育会館

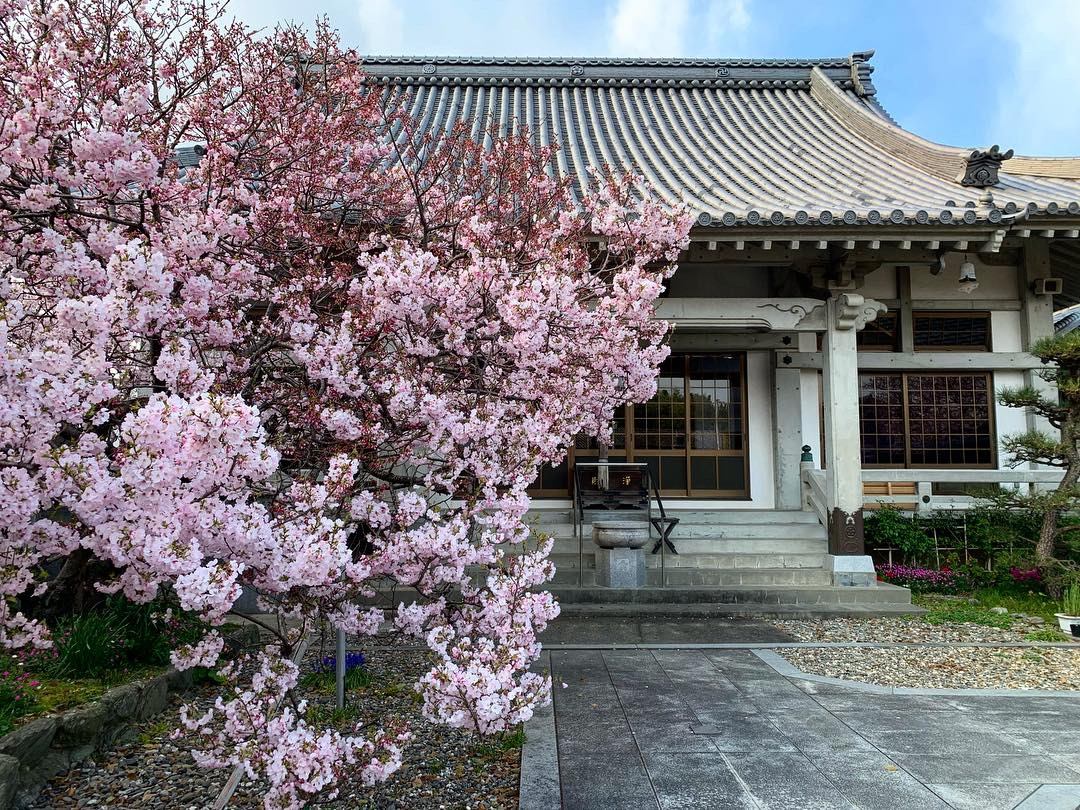
薬師寺

### 教育
- 徳島県立城ノ内中等教育学校
- 徳島県立城北高等学校
- 徳島歯科学院専門学校

### 公共施設
- 徳島県教育会館
- 徳島県歯科医師会館
- 徳島県看護会館

### 企業
- 徳島ゴルフ倶楽部
- 三八本社

### 社寺
- 天神社
- 薬師寺